# Diego Martín Gabriel
Diego Martín Gabriel (Madrid, 21 de setembre del 1974) és un actor madrileny de cinema, teatre i televisió.

## Filmografia

### Cinema
| Llargmetratges - Resultado final (1998) - Días de fútbol (2003) - Golpe maestro (2004) - El asombroso mundo de Borjamari y Pocholo (2004) - Los Borgia (2006) - Días de cine (2007) - Mataharis (2007) - El último justo (2007) - Un buen día lo tiene cualquiera (2007) - La Tierra con nombre de vino (2009) - Pájaros de papel (2010) - Tres metros sobre el cielo (2010) - Una hora más en Canarias (2010) - Amigos... (2011) - REC: Génesis (2012) - Tengo ganas de ti (2012) | Curtmetratges - Quiéreme (1998) - Usar y tirar (2003) - Ana y Manuel (2004) - El padre (2009) - Nunca Digas (2011) |

### Televisió
- Periodistas (1999)
- Compañeros (1999)
- Policías, en el corazón de la calle (2000-2003)
- 7 vidas (2003)
- De moda (2004-2005)
- Una vida nueva (2003)
- Art Heist (2004)
- Aquí no hay quien viva (2003-2006)
- Hermanos y Detectives (2007-2009)
- La Duquesa (2010)
- Doctor Mateo (2010-2011)
- La Duquesa II (2011)
- Frágiles (2012)
- Familia (2013)
- Niños robados (2013)
- Los misterios de Laura (2014)

### Teatre
- El avaro (1995)
- Camino de Wolokamks (1999)
- El tiempo y los conway (1999)
- Los Openheart: el triángulo (2002)
- Ronda para dos mujeres y dos hombres (2005)
- Ser o no ser (2009)

## Premis i nominacions
| Any  | Premi                            | Categoria                                        | Títol                 | Resultat  |
| ---- | -------------------------------- | ------------------------------------------------ | --------------------- | --------- |
| 2008 | Premis Unió de Actors (Espanya). | Millor actor protagonista de televisió           | Hermanos y detectives | Nominat   |
| 2008 | Premis Zapping                   | Millor actor                                     | Hermanos y detectives | Guanyador |
| 2011 | Premis Magazine Web              | Millor antagonista masculí nacional de televisió | Doctor Mateo          | Nominat   |